# Оглядова Вежа Штепанка
50°44′48″ пн. ш. 15°21′57″ сх. д. / 50.7466° пн. ш. 15.3659° сх. д.
Štěpánka (нім. Stephanshöhe) — кам'яна неоготична оглядова вежа на пагорбі Гвєзда в західній частині Крконош, на хребті Пршиховіце . Знаходиться на кадастровій території Пршиховіце-у-Корженові, села Корженів, округу Яблонець-над-Нісою.
Оглядова вежа має висоту 24 метри. З оглядової вежі відкривається гарний вид на гори Крконоше, Єзерські гори, а також гори Звічина, Мужський , Бездез, Ральське та Лужицьке.
Будівництво оглядової вежі було розпочато в 1847 році, і Штепанка (разом з оглядовою вежею Жали) належить до найстаріших оглядових веж у горах Крконоше та Єзера. У червні 1847 року тутешній регіон відвідав регіональний адміністратор ерцгерцог Штепан, який у рамках інспекції триваючого будівництва імперської дороги «Крконоше» від Ліберця до Трутнова (сьогодні дорога I/14) піднявся на пагорб Зірка, а на його честь принц Каміл Рохан замовив будівлю, яку він назвав «Stephanshöhe» = «Оглядовий майданчик Стефана». Але вже через рік ерцгерцог був відкликаний назад до Угорщини і князь Рохан втратив інтерес до подальшого патронату. У перший рік була побудована лише кам'яна частина основи висотою близько 4 метрів. У 1888 році цю незавершену оглядову площадку перебрав від князя Коренівський гірський союз, який завершив її після чотирьох років роботи та відкрив для публіки в серпні 1892 року.
За легендою, принц Рохан припинив будівництво після того, як циганка передбачила йому, що добудова оглядової вежі принесе йому смерть. Через місяць після його завершення він дійсно помер — щоправда, у поважному віці 91 рік.

## Камінний хрест
У 1944 році під оглядовою вежею споруджено масивний кам'яний хрест зі свастикою — символом нацистської диктатури . Хрест, який за формою нагадував прусську, а пізніше німецьку військову відзнаку Залізний хрест, був призначений для вшанування пам'яті загиблих солдатів вермахту та СС. Біля нього на каменях писали назви сіл, а біля них клали шоломи та квіти. 22 жовтня 1944 року в урочистому відкритті хреста взяв участь повітовий начальник Рейх-Судетського округу Конрад Генлайн. У промові до зібраних, про яку повідомила яблонецька щоденна газета Gablonzer Tagblatt, він нагадав про успішну боротьбу судетсько-німецької партії.проти чехів і закликав до ще однієї фанатичної боротьби до остаточної перемоги.  Насправді хрест був приводом для мобілізації залишків нацистських сил у Судетах, коли Німеччина нависла у Другій світовій війні.
8 травня 1945 року троє чехів частково зняли свастику з хреста, а в червні того ж року група євангелістів з Турнова скинула її в яр під оглядовою вежею.  Зламаний хрест залишався там більше шести десятиліть.
У 2011 році його відновили люди, які пізніше об'єдналися в Асоціацію Джизерян. "Нацистський меморіал, єдиний у своєму роді в Чехії, був відреставрований таким, по суті, незаконним способом. Його навмисне помилково представили як так званий Мальтійський хрест ", — зазначив на інформаційній дошці чеський історик Ян Борис Углірж.
25 березня 2023 року хтось висмикнув хрест з основи, знову зламавши його на кілька частин.  Залишками хреста зацікавлений Північночеський музей у Лібереці, який готує виставку про Імператорське графство Судети.
1. 1 2  Památkový katalog NPÚ
2. 1 2 3  Památkový katalog NPÚ
3. ↑  Památkový katalog NPÚ